# Николайкин, Виктор Павлович
Виктор Павлович Николайкин (бел. Віктар Паўлавіч Нікалайкін; род. 19 сентября 1961, Сивинка, Гомельская область) — белорусский политический деятель, бывший председатель Витебского городского исполнительного комитета (2009—2019). Депутат Палаты представителей Национального собрания VII созыва (с 2019 года).

## Биография
Родился 19 сентября 1961 года в деревне Сивинка Ветковском районе Гомельской области. В 1983 году с отличием окончил Белорусский политехнический институт по специальности «организация и безопасность дорожного движения».
После окончания вуза начал трудовую деятельность в должности инженера автоколонны № 2459 Витебского облавтоуправления. Работал начальником колонны № 5. С 1984 по 1989 год — на комсомольской работе: второй секретарь Железнодорожного районного комитета комсомола г. Витебска, секретарь, второй секретарь Витебского городского комитета комсомола. С 1989 года работал заведующим отделом Витебского городского исполнительного комитета, занимал должность главы администрации Октябрьского района Витебска. С 15 ноября 2007 года — заместитель председателя, первый заместитель председателя Витебского городского исполнительного комитета. С апреля 2009 года исполнял обязанности председателя Витебского городского исполнительного комитета. На 12-й внеочередной сессии Витебского городского Совета депутатов 21 апреля 2012 года по согласованию с Президентом Республики Беларусь А. Г. Лукашенко депутатами утверждён в должности председателя Витебского городского исполнительного комитета.
В 2013 году Николайкин был удостоен звания «Человек года Витебщины». 3 декабря 2014 года был награждён указом Президента Республики Беларусь был награждён орденом Почёта.
На парламентских выборах, прошедших 17 ноября 2019 года, баллотировался в Палату представителей Национального собрания Республики Беларусь седьмого созыва по избирательному округу № 17 «Витебский-Горьковский». По итогам голосования набрал 44 566 голосов (84,08% от 53 006 избирателей, принявших в голосовании). В связи с избранием в парламент в декабре 2019 года был освобождён от должности председателя Витебского городского исполнительного комитета. В Палате представителей занял должность председателя Постоянной комиссии по жилищной политике и строительству.

## Депутат Палаты представителей

### VII созыв (с 6 декабря 2019)
Во время функционирования Палаты представителей VII созыва является председателем Постоянной комиссии по жилищной политике и строительству.
Законопроекты:
- «Об изменении Гражданского кодекса Республики Беларусь»;
- Декрет президента Республики Беларусь от 21 мая 2020 г. № 2 «Об изменении декретов Президента Республики Беларусь»;
- «Об изменении закона Республики Беларусь «О массовых мероприятиях в Республике Беларусь».

## Выборы
| Кандидат                    | Кандидат                       | Субъект выдвижения                | Голосов | %     |
| --------------------------- | ------------------------------ | --------------------------------- | ------- | ----- |
|                             | Николайкин Виктор Павлович     | Беспартийный                      | 44 566  | 84,08 |
|                             | Егоров Дмитрий Александрович   | Беспартийный                      | 3 238   | 6,11  |
|                             | Геруцкий Константин Викторович | Коммунистическая партия Беларуси  | 1 499   | 2,83  |
|                             | Рысев Сергей Михайлович        | Либерально-демократическая партия | 807     | 1,52  |
|                             | Ильинец Александр Викторович   | Партия БНФ                        | 736     | 1,39  |
| Против всех                 | Против всех                    | Против всех                       | 1 710   |       |
| Недействительных бюллетеней | Недействительных бюллетеней    | Недействительных бюллетеней       | 450     |       |
| Всего                       | Всего                          | Всего                             | 63 831  | 100   |
| Явка избирателей            | Явка избирателей               | Явка избирателей                  | 53 006  | 83,04 |

## Личная жизнь
Женат. Имеет двух сыновей.

## Награды
- Орден Почёта (3 декабря 2014 года)